# Доса (буддизм)
Доса (пали dosa, санскр. द्वेष, IAST: dveṣa) — буддийский и индуистский термин, который переводится как «ненависть, отвращение». Чаще всего упоминается в комбинации с двумя другими психическими ядами — рага и моха, которые вызывают дукху.
Доса также является одним из «тройных огней», которые, согласно буддийскому палийскому канону, необходимо погасить. В тибетских изображениях бхавачакры двеша символически представлена в центре в виде змеи.
Доса/двеша, отвращение, в буддийских учениях считается одним из самых распространённых пороков. Её относят к:
- шести основным недугам (клеша);
- десяти оковам (самьоджана);
- десяти скрытым предрасположенностям (анусайа);
- пяти препятствиям (панча ниварани);
- трём ядам (тривиша) или трём неблагим корням (акусала мула);
- 14 неблаготворным умственным факторам в учениях Абхидхармы Тхеравады;
- 46 психическим факторам (чайтта) в учениях Абхидхармы Сарвастивады (школа Вайбхашика);
- 51 психическому фактору в Йогачаре.

Валпола Рахула как и Чогьям Трунгпа переводит это слово на английский язык как «ненависть».
В буддийской психологии, если контакт с чувственным объектом происходит без самоанализа (асампаджання), появляется страсть (рага) или жадность (лобха), отвращение и/или заблуждение (моха). В случае возникновения отвращения, которое представляет собой психологическую реакцию, связанную с отталкиванием, сопротивлением и активной неприязнью к неприятному объекту, обычно появляется одна из возможных производных эмоций. Эти производные эмоции, такие как ярость (кродха), вражда (упанаха), злоба (прадаша), зависть (исса) и намерение причинить вред (вихимса), имеют в своей основе отвращение (доса).